# Boucles de la Mayenne
Boucles de la Mayenne ("Mayennes slingor") är ett etapplopp i landsvägscykling som avhålls årligen sedan 1975 i det franska departementet Mayenne i regionen Pays de la Loire. Det var ett amatör-/U23-/öppet lopp fram till och med 2004, men 2005 blev det ett lopp för professionella, som från 2006 till 2019 ingick i UCI Europe Tour (inledningsvis klassificerat som 2.2, men från 2014 som 2.1), och när UCI ProSeries skapades 2020 överfördes loppet till denna (2.Pro). Loppet körs på fyra dagar, prolog plus tre linjeetapper, och omfattar sammanlagt cirka 550 km.

## Podieplaceringar
| År                  | Vinnare              | Tvåa                    | Trea                   |
| ------------------- | -------------------- | ----------------------- | ---------------------- |
| Amatörer            |                      |                         |                        |
| 1975                | Alain Meslet         | Patrice Testier         |                        |
| 1976                | Patrice Testier      |                         |                        |
| 1977                | Patrick Guay         |                         | Serge Coquelin         |
| 1978                | Marc Gomez           |                         |                        |
| 1979                | Marc Madiot          |                         |                        |
| 1980                | Serge Coquelin       | Jean-Luc Moreul         |                        |
| 1981                | René Tremblay        | Philippe Tranvaux       | Alain Bizet            |
| 1982                | Serge Coquelin       | Philippe Tranvaux       |                        |
| 1983                | Hubert Graignic      |                         |                        |
| 1984                | Serge Coquelin       |                         | François Lemarchand    |
| 1985                | Zbigniew Krasniak    |                         |                        |
| 1986                | Gaëtan Leray         |                         | Dominique Le Bon       |
| 1987                | Philippe Dalibard    |                         |                        |
| 1988                | Laurent Bezault      |                         | Pierre-Henri Menthéour |
| 1989                | Philippe Dalibard    | Pascal Churin           |                        |
| 1990                | Jean-Cyril Robin     |                         |                        |
| 1991                | Pascal Basset        |                         | Philippe Dalibard      |
| 1992                | Pascal Hervé         | Jean-Christophe Currit  | Pascal Churin          |
| 1993                | David Derique        |                         | Jean-Philippe Rouxel   |
| 1994                | Gérald Bigot         | Nicolas Jalabert        |                        |
| 1995                | Stéphane Conan       |                         | Camille Coualan        |
| 1996                | David Delrieu        |                         |                        |
| 1997                | Christophe Thébault  |                         | Franck Trottel         |
| 1998                | Martial Locatelli    | Ludovic Turpin          |                        |
| 1999                | Stéphane Pétilleau   | Franck Renier           | Raphael Jeune          |
| 2000                | Stéphane Pétilleau   | Frédéric Delalande      | Guillaume Judas        |
| 2001                | Arnaud Chauveau      | Jurij Krivtsov          | Stéphane Cougé         |
| 2002                | Freddy Bichot        | Frédéric Lecrosnier     | Franck Champeymont     |
| 2003                | Sandro Güttinger     | Bastiaan Giling         | David Le Lay           |
| 2004                | Sébastien Duret      | Cyril Lemoine           | Jean-Luc Delpech       |
| Professionella      |                      |                         |                        |
| 2005                | Aljaksandr Kutjynski | Andrey Pchelkin         | Stefano Boggia         |
| 2006                | Koji Fukushima       | Markus Eichler          | Nicolas Rousseau       |
| 2007                | Nicolas Vogondy      | Bobbie Traksel          | Niels Albert           |
| 2008                | Freddy Bichot        | Franck Charrier         | Thomas Berkhout        |
| 2009                | Janek Tombak         | Rémi Cusin              | Lilian Jégou           |
| 2010                | Jérémie Galland      | Gregory Habeaux         | Guillaume Malle        |
| 2011                | Jimmy Casper         | Sébastien Turgot        | Steven Tronet          |
| 2012                | Laurent Pichon       | Nico Sijmens            | Aleksandr Pliuşkin     |
| 2013                | David Veilleux       | Marc Fournier (cyklist) | Florian Vachon         |
| 2014                | Stéphane Rossetto    | Brice Feillu            | Mike Teunissen         |
| 2015                | Anthony Turgis       | Andrea Pasqualon        | Pierre-Luc Périchon    |
| 2016                | Bryan Coquard        | Anthony Delaplace       | Thomas Boudat          |
| 2017                | Mathieu van der Poel | Johan Le Bon            | Clément Venturini      |
| 2018                | Mathieu van der Poel | Romain Seigle           | Eli Iserbyt            |
| 2019                | Thibault Ferasse     | Mauricio Moreira        | Bryan Coquard          |
| \| 2020 \| inställt |                      |                         |                        |
| 2021                | Arnaud Démare        | Philipp Walsleben       | Kristoffer Halvorsen   |
| 2022                | Benjamin Thomas      | Benoît Cosnefroy        | Alex Aranburu          |
| 2023                | Oier Lazkano         | Arnaud Démare           | Axel Zingle            |
| 2024                | Alberto Bettiol      | Benoît Cosnefroy        | Axel Zingle            |
| 2020                |                      |                         |                        |